# Cañon City
Cañon City är en stad (city) i Fremont County i den amerikanska delstaten Colorado. Det populära resmålet Cañon City är administrativ huvudort (county seat) i Fremont County.